# Seychellendaggekko
De seychellendaggekko, ook wel Abbott's daggekko (Phelsuma abbotti) is een hagedis die behoort tot de gekko's, het is een van de soorten madagaskardaggekko's uit het geslacht Phelsuma.

## Naam en indeling
De wetenschappelijke naam van de soort werd voor het eerst voorgesteld door Leonhard Hess Stejneger in 1893. Oorspronkelijk werd de wetenschappelijke naam Phelsuma abbotti abbotti gebruikt. De soort is vernoemd naar de Amerikaanse ornitholoog William Louis Abbott (1860 - 1936).

### Ondersoorten
De soort wordt verdeeld in drie ondersoorten die onderstaand zijn weergegeven, met de auteur en het verspreidingsgebied.
| Naam                     | Auteur                | Verspreidingsgebied       |
| ------------------------ | --------------------- | ------------------------- |
| Phelsuma abbotti abbotti | Stejneger, 1893       | Aldabra                   |
| Phelsuma abbotti chekei  | Börner & Minuth, 1984 | Noordwestelijk Madagaskar |
| Phelsuma abbotti sumptio | Cheke, 1982           | Assumption                |

## Uiterlijke kenmerken
De seychellendaggekko bereikt een kopromplengte tot 5,6 centimeter en een totale lichaamslengte inclusief staart tot 14 cm. De hagedis heeft een groenbruine kleur en heeft een duidelijke tekening en lichte strepen. Het aantal schubbenrijen op het midden van het lichaam bedraagt 78 tot 80.

## Levenswijze
Van de seychellendaggekko is beschreven dat het dier graag op het schild van de seychellenreuzenschildpad (Dipsochelys dussumieri) zit. De gekko jaagt op kleine ongewervelden die op de mest van de schildpad afkomen. Bij gevaar vlucht de hagedis onder de schildrand van de landschildpad.

## Verspreiding en habitat

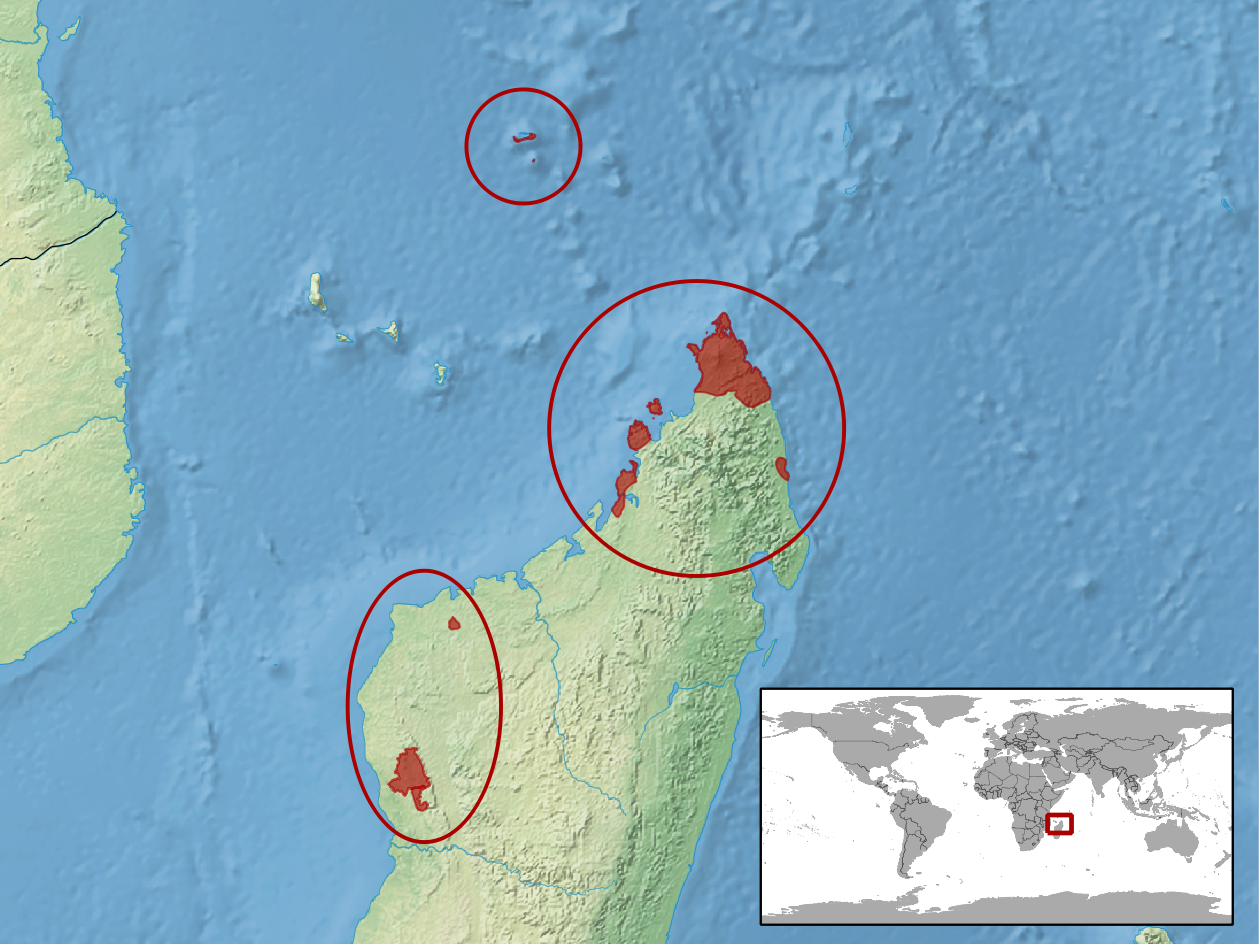
Verspreidingsgebied in het rood.

De soort komt voor in delen van Afrika en leeft in noordelijk Madagaskar en enkele omliggende eilanden (Nosy Be, Nosy Mamoko, Nosy Mitsio, Nosy Sakatia, Nosy Tanikely, Nosy Komba), de Seychellen en de Amiranten. De habitat bestaat uit droge tropische en subtropische bossen, vochtige tropische en subtropische laaglandbossen, mangroven en tropische en subtropische scrublands. Ook in door de mens aangepaste streken zoals plantages, landelijke tuinen en stedelijke gebieden kan de hagedis worden gevonden. De soort is aangetroffen van zeeniveau tot op een hoogte van ongeveer 320 meter boven zeeniveau.

## Beschermingsstatus
Door de internationale natuurbeschermingsorganisatie IUCN is de beschermingsstatus 'veilig' toegewezen (Least Concern of LC).